# Simon Francis
Simon Charles Francis (ur. 16 lutego 1985) – angielski piłkarz występujący na pozycji obrońcy w Bournemouth.